# Adam Bajalić
Adam Bajalić (njem.: Adam Bajalich von Bajaháza) (Segedin, 1734. – Karlovac, 5. lipnja 1800.), hrvatski barun i feldmarschalleutnant (podmaršal) u Vojsci Habsburške Monarhije.

## Životopis
Barun podmaršal Adam Bajalić je rođen 1734. u Segedinu, Mađarska. Sa 16 godina je postao kadet u "Linijskoj pješačkoj pukovniji vojske Habsburške Monarhije" nadvojvode Ferdinanda. Nakon četiri godine napustio je vojnu službu i postao sudac u Virovitičkoj županiji. 1758. godine kao pravnik priključio se "Varaždinsko-križevačkoj krajiškoj pješačkoj pukovniji", s kojom je 1760. već kao leutnant (poručnik) sudjelovao u Sedmogodišnjem ratu. Zbog umješnosti i ratne vještine ubrzano je nakon rata promaknut u čin hauptmann - leutnant-a (satnika-poručnika) 1768. godine, čin hauptmanna (satnika) 1773. i tijekom posljednjeg pohoda protiv Prusa u Ratu za bavarsko naslijeđe (1778. – 1779.), nakon okršaja kod Jetrichovicea, u čin majora (bojnika). U činu bojnika se istaknuo 30. srpnja 1778. kada je sa svojom bojnom zarobio prusku posadu na položaju Ober-Kezelsdorf. 1779. hrabro se ponio kod Rückertsa i 20. veljače odbio neprijateljski napad.
Godine 1783. Bajalić je postao oberstleutnant (potpukovnik) u "Slunjskoj krajiškoj pješačkoj pukovniji", a 1787. tijekom podizanja "Zemaljskih obrambenih divizija" (Landes-Defensiv-Divisionen) postavljen je u "2. diviziju slunjskog okruga". U Habsburško-turskom ratu (1787. – 1791.) koji je uslijedio, barun Bajalić se posebno isticao kod obrane postaje kod Široke Rijeke 1788. godine, Dermoljeva 1789. i Velike Kladuše, gdje je natjerao u bijeg brojčano nadmoćniju tursku vojsku od 6.000 Turaka pod vodstvom Ibrahim-bega Beširevića. U veljači 1789. promaknut je u čin obersta (pukovnika) i imenovan zapovjednikom "Slunjske krajiške pješačke pukovnije". Iste je godine s dvije bojne držao okolicu Krstinje prema Turcima, a u jednom okršaju kod Dermoljeva je lakše ranjen. 1790. godine sudjelovao je u vojnoj operaciji u kojoj je od Turaka oslobođeno šire područje Cetingrada. Zbog zasluga ga je kralj i car Leopold II. uzdigao na čast baruna.
Tokom Francuskih revolucionarnih ratova, 1793. godine, barun Bajalić je promaknut u čin generalmajora (general-bojnika). Barun Bajalić je iste godine zapovijedao brigadom u vojsci pod zapovjedništvom baruna podmaršala Petra Vida Gvozdanovića na rijeci Rajni, gdje se istaknuo u bitki kod Handschuhsheima nedaleko od Heidelsberga 24. rujna 1795. godine. S četiri bojne, dvije satnije pješaštva i šest eskadrona konjaništva, barun Bajalić je s dijelom pješaštva držao na desnoj obali rijeke Neckar gradove Neunheim i Handschuhsheim, dok je drugi dio pješaštva i čitavo konjaništvo bilo kod Heidelberga. Francuzi su napali Handschuhsheim, ali su ih četiri satnije iz brigade baruna Bajalića zadržale dovoljno dugo, dok ih pet satnija i dva topa pod zapovjedništvom baruna Bajalića nije napala s desnog boka i odbacili prema Dosenheimu. Odmah zatim poslao je jednu bojnu kao pojačanje u Handschuhsheim, te je potom sve postrojbe usmjerio prema Dosenheimu i Schriesheimu. Barun Bajalić je na juriš je zauzeo oba mjesta natjeravši Francuze na povlačenje i bijeg, te na kraju izvoljevao pobjedu. Za svoj izniman pothvat kod Handschuhsheima, odlikovan je Viteškim križem Reda Marije Terezije koji mu je dodijeljen na 36. promociji 11. listopada 1795. godine. 1796. godine je zajedno s barunom Gvozdanovićem premješten u Italiju, gdje je 1797. pao u francusko zarobljeništvo. Po povratku u Hrvatsku 1797. godine, umirovljen je u činu feldmarschalleutnanta (podmaršala). Barun Bajalić je umro nakon tri godine mirovine, 5. lipnja 1800. u Karlovcu.

### Činovi
- čin Leutnant (poručnik) dodijeljen 1760. godine.
- čin Hauptmann-Leutnant (satnik-poručnik) dodijeljen 1768. godine.
- čin Hauptmann (satnik) dodijeljen 1773. godine.
- čin Major (bojnik) dodijeljen 1774. godine.
- čin Oberstleutnant (potpukovnik) dodijeljen 1783. godine.
- čin Oberst (pukovnik) dodijeljen 1789. godine.
- čin Generalmajor (general-bojnik) dodijeljen 1793. godine.
- čin Feldmarschalleutnant (podmaršal) dodijeljen 1797. godine.

### Odličja
- Viteški križ Reda Marije Terezije (Ritter des Militär Maria Theresien Ordens)[1]